# Навострите ваши уши
«Навострите ваши уши» (англ. Prick Up Your Ears) — драма 1987 года режиссёра Стивена Фрирза, основанная на одноимённом биографическом исследовании Джона Лара.
Драма о жизни драматурга и гомосексуала Джо Ортона, жившего в середине XX века и убитого собственным любовником Кеннетом Холлиуэллом в 1967 году.

## Сюжет
Жизнь драматурга, рассказанная с конца — с момента его убийства. Кеннет Холлиуэлл, убивший любовника, и сам кончает жизнь самоубийством. История Джо дана в манере телевизионного байопика: с рассказами очевидцев и постановочными сценами.
Дети своего времени, Джо и Кен сошлись на почве отринутости обществом — их книги не печатались, а сексуальная ориентация вызывала осуждение (поэтому Ортон всячески уверял окружающих, что женат и имеет ребёнка). Их первый секс случился в день коронации Елизаветы II. Менялась Англия и менялся мир вокруг.
Спустя 10 лет они по-прежнему живут в скромной квартире и не имеют, кажется, ни малейшего шанса на известность. Они бесконечно изменяют друг другу, не брезгуя даже случайными связями в туалетах и подворотнях. Но однажды Джон пишет несколько удачных пьес, которые приносят ему славу. Это становится последней каплей для Кеннета, который и без того страшно переживает свои неудачи, измены Ортона и стремительное облысение. Джон меняет своё имя на Джо — и Кеннет начинает понимать, что всё уже не так, как было раньше. В приступе ярости он жестоко убивает своего любовника, размозжив тому голову молотком. Перед тем, как покончить с собой, Кеннет оставляет предсмертную записку следующего содержания: «Если вы прочитаете его дневник, это вам всё объяснит. К. Х. P.S. Особенно последнюю часть».

## В ролях
| В ролях          |  | Персонаж         |
| ---------------- |  | ---------------- |
| Гэри Олдмен      |  | Джо Ортон        |
| Шон Пертви       |  | друг Ортона      |
| Альфред Молина   |  | Кеннет Холлиуэлл |
| Ванесса Редгрейв |  | Пегги Рамсей     |
| Фрэнсис Барбер   |  | Леони Ортон      |
| Джули Уолтерс    |  | Элси Ортон       |
| Берт Парнаби     |  | судья            |
| Маргарет Тизак   |  | мадам Ламберт    |
| Линдси Дункан    |  | Антея Лар        |
| Уоллес Шон       |  | Джон Лар         |
| Дэвид Брэдли     |  | гробовщик        |
| Стивен Маккинтош |  | Саймон Уорд      |
| Роджер Ллойд-Пэк |  | второй актёр     |